# Alan Poza
Alan Poza es una película de comedia romántica nigeriana de 2013 escrita, producida y dirigida por Charles Novia y protagonizada por OC Ukeje como Alan Poza. Recibió 2 nominaciones en los 9th Africa Movie Academy Awards. OC Ukeje también ganó un premio Best Of Nollywood Awards por su papel principal como Alan Poza.

## Sinopsis
Alan Poza (Ukeje), es un mujeriego ejecutivo musical, que intenta conseguir los corazones de varias mujeres dentro y fuera de la compañía para la que trabaja, en un esfuerzo continuó por llevarlas a su cama. Sus diversas escapadas emocionales en algún momento le causan problemas ya que una de sus 'víctimas' es incapaz de manejar la angustia que él le ha causado.

## Elenco
- OC Ukeje como Alan Poza
- Beverly Naya como Pride Eze
- Okey Uzoeshi como Kokori Oshare
- Belinda Effah como Bunmi
- Kemi Lala Akindoju como Ina
- Sylvia Oluchi como Senami
- Norbert Young como director general de Scorpio Media
- Charles Novia como Pastor Philips

## Recepción
Recibió críticas en su mayoría negativas por parte de la crítica, especialmente en lo que respecta al guion y narración. Nollywood Reinvented le dio una calificación del 24% y escribió "Para una comedia, Alan Poza es muy poco divertida. Como película romántica, es muy confusa. Y para un drama, es muy caótica. Al final, OC todavía no me parecía el tipo mujeriego. No estaba seguro de cómo diablos sucedió algo". Sodas and Popcorn le dio una calificación de 3 sobre 5 y escribió: “La actuación fue mi parte favorita de toda la película, superó el guion. Todas las actuaciones, en particular OC Ukeje, hicieron justicia a sus roles. Juntos como un equipo, la química no fue perfecta, pero fue agradable y sus personajes fueron divertidísimos".

### Reconocimientos
Obtuvo 2 nominaciones a los Premios de la Academia del Cine Africano (AMAA) y OC Ukeje ganó un premio Best of Nollywood Award (BON).